# Saison 2017 de la WTA
Cet article traite de la saison 2017 de tennis féminin. Pour la saison masculine, voir Saison 2017 de l'ATP.
Pour un article plus général, voir 2017 en tennis.
Vainqueurs des tournois majeurs
Cette page rassemble les résultats de la saison 2017 de tennis féminin ou WTA Tour 2017 qui est constituée de 67 tournois répartis de la façon suivante :
- 63 sont organisés par la WTA :
  - les tournois WTA Premier : 4 Premier Mandatory (PREMIER*), 5 tournois Premier 5 et 12 tournois Premier ;
  - les tournois WTA International, au nombre de 32 ;
  - les tournois WTA 125, au nombre de 8 ;
  - le Masters ou WTA Tour Finals qui réunit les huit meilleures joueuses au classement WTA en fin de saison ;
  - le WTA Elite Trophy qui regroupe les joueuses non qualifiées pour le Masters, classées entre la 9e et la 20e place au classement.
- les 4 tournois du Grand Chelem.

À ces compétitions individuelles s'ajoutent 2 compétitions par équipes nationales organisées par l'ITF : la Fed Cup et la Hopman Cup (compétition mixte qui n'attribue pas de points WTA).
Angelique Kerber, Francesca Schiavone, Garbiñe Muguruza, Jeļena Ostapenko, Maria Sharapova, Petra Kvitová, Samantha Stosur, Serena Williams, Svetlana Kuznetsova, Venus Williams, Victoria Azarenka et Sloane Stephens sont les joueuses en activité qui ont remporté un tournoi du Grand Chelem.

## Nouveautés 2017
- Après trois ans d'absence, le tournoi de Budapest est à nouveau organisé en février, en remplacement du tournoi de Rio de Janeiro.
- L'Open de Taïwan est déplacé de Kaohsiung à Taipei.
- Le tournoi de Monterrey est déplacé de février à avril.
- En avril, le tournoi de Katowice est remplacé par un nouveau tournoi à Bienne, en Suisse.
- Après un bref retour en 2016, le tournoi de San Antonio est supprimé au profit du tournoi de Zhengzhou, qui fait quant à lui son entrée dans le calendrier WTA au mois d'avril en catégorie WTA 125.
- Le tournoi de Hua Hin reprend sa place au calendrier, après une absence d'un an, à la suite de la mort du roi de Thaïlande Rama IX[1]. Il se déroule en novembre, en même temps que celui de Limoges.
- Le tournoi de Bombay est créé en catégorie WTA 125[2], il se tient en novembre, en même temps que celui d'Honolulu pour terminer la saison 2017.

## Classements

### Évolution du top 10
| Rang | Évolution | Nom                 | Points |
| ---- | --------- | ------------------- | ------ |
| 1    |           | Angelique Kerber    | 9 080  |
| 2    |           | Serena Williams     | 7 050  |
| 3    |           | Agnieszka Radwańska | 5 600  |
| 4    |           | Simona Halep        | 5 228  |
| 5    |           | Dominika Cibulková  | 4 875  |
| 6    |           | Karolína Plíšková   | 4 600  |
| 7    |           | Garbiñe Muguruza    | 4 236  |
| 8    |           | Madison Keys        | 4 137  |
| 9    |           | Svetlana Kuznetsova | 4 115  |
| 10   |           | Johanna Konta       | 3 640  |

| Rang | Évolution | Nom                   | Points |
| ---- | --------- | --------------------- | ------ |
| 1    |           | Sania Mirza           | 8 135  |
| 2    |           | Caroline Garcia       | 7 920  |
| 2    |           | Kristina Mladenovic   | 7 920  |
| 4    |           | Martina Hingis        | 7 810  |
| 5    |           | Bethanie Mattek-Sands | 7 805  |
| 6    |           | Elena Vesnina         | 6 715  |
| 7    |           | Lucie Šafářová        | 6 501  |
| 8    |           | Ekaterina Makarova    | 6 220  |
| 9    |           | Andrea Hlaváčková     | 4 460  |
| 10   |           | Lucie Hradecká        | 4 330  |

| Rang | Évolution       | Nom                | Points |
| ---- | --------------- | ------------------ | ------ |
| 1    | en augmentation | Simona Halep       | 6 175  |
| 2    | en augmentation | Garbiñe Muguruza   | 6 135  |
| 3    | en augmentation | Caroline Wozniacki | 6 015  |
| 4    | en augmentation | Karolína Plíšková  | 5 730  |
| 5    | en augmentation | Venus Williams     | 5 597  |
| 6    | en augmentation | Elina Svitolina    | 5 500  |
| 7    | en augmentation | Jeļena Ostapenko   | 5 010  |
| 8    | en augmentation | Caroline Garcia    | 4 385  |
| 9    | en augmentation | Johanna Konta      | 3 610  |
| 10   | en augmentation | Coco Vandeweghe    | 3 258  |

| Rang | Évolution       | Nom                   | Points |
| ---- | --------------- | --------------------- | ------ |
| 1    | en augmentation | Chan Yung-jan         | 10 130 |
| 1    | en augmentation | Martina Hingis        | 10 130 |
| 3    | en augmentation | Ekaterina Makarova    | 7 320  |
| 3    | en augmentation | Elena Vesnina         | 7 320  |
| 5    | en augmentation | Andrea Hlaváčková     | 6 885  |
| 6    | en augmentation | Lucie Šafářová        | 6 800  |
| 7    | en augmentation | Tímea Babos           | 5 600  |
| 8    | en diminution   | Bethanie Mattek-Sands | 5 591  |
| 9    | en augmentation | Peng Shuai            | 4 890  |
| 10   | en augmentation | Casey Dellacqua       | 4 715  |

### Résultat des gains en tournoi
| #  | Joueuse             | Pays        | Simple      | Double    | Mixte    | Total       |
| -- | ------------------- | ----------- | ----------- | --------- | -------- | ----------- |
| 1  | Venus Williams      | États-Unis  | 5 468 741 $ | 0 $       | 0 $      | 5 468 741 $ |
| 2  | Garbiñe Muguruza    | Espagne     | 5 079 898 $ | 3,559 $   | 0 $      | 5 083 457 $ |
| 3  | Caroline Wozniacki  | Danemark    | 4 748 518 $ | 0 $       | 0 $      | 4 748 518 $ |
| 4  | Simona Halep        | Roumanie    | 4 627 957 $ | 47,270 $  | 0 $      | 4 675 227 $ |
| 5  | Sloane Stephens     | États-Unis  | 4 065 966 $ | 32,037 $  | 938 $    | 4 098 941 $ |
| 6  | Jeļena Ostapenko    | Lettonie    | 3 861 198 $ | 129,360 $ | 7,468 $  | 3 998 026 $ |
| 7  | Karolína Plíšková   | Tchéquie    | 3 432 429 $ | 20,236 $  | 0 $      | 3 452 665 $ |
| 8  | Caroline Garcia     | France      | 3 351 361 $ | 75,789 $  | 0 $      | 3 427 150 $ |
| 9  | Elina Svitolina     | Ukraine     | 3 225 086 $ | 18,327 $  | 19,903 $ | 3 263 316 $ |
| 10 | Coco Vandeweghe     | États-Unis  | 2 645 226 $ | 86,425 $  | 17,468 $ | 2 749 119 $ |
| 11 | Johanna Konta       | Royaume-Uni | 2 706 385 $ | 25,109 $  | 0 $      | 2 731 494 $ |
| 12 | Elena Vesnina       | Russie      | 1 953 764 $ | 757,916 $ | 15,513 $ | 2 727 193 $ |
| 13 | Serena Williams     | États-Unis  | 2 704 680 $ | 0 $       | 0 $      | 2 704 680 $ |
| 14 | Madison Keys        | États-Unis  | 2 289 757 $ | 5,664 $   | 1,859 $  | 2 297 280 $ |
| 15 | Svetlana Kuznetsova | Russie      | 1 963 653 $ | 112,046 $ | 0 $      | 2 075 699 $ |
| 16 | Kristina Mladenovic | France      | 1 815 991 $ | 215,223 $ | 0 $      | 2 031 214 $ |

Source : Classement des gains en tournoi sur le site officiel de la WTA.

## Palmarès
| Grand Chelem              |
| WTA Finals                |
| WTA Elite Trophy          |
| Tournoi WTA Premier       |
| Tournoi WTA International |
| Tournoi WTA 125           |

### Simple
| No | Date       | Nom et lieu du tournoi                                      | Catégorie    | Dotation    | Surface         | Vainqueure               | Finaliste                | Score              | [ 6 ]   |
| -- | ---------- | ----------------------------------------------------------- | ------------ | ----------- | --------------- | ------------------------ | ------------------------ | ------------------ | ------- |
| 1  | 01/01/2017 | Brisbane International presented by Suncorp, Brisbane       | Premier      | 890 100 $   | Dur (ext.)      | Karolína Plíšková        | Alizé Cornet             | 6-0, 6-3           | Tableau |
| 2  | 01/01/2017 | Shenzhen Open, Shenzhen                                     | Intern'l     | 626 750 $   | Dur (ext.)      | Kateřina Siniaková       | Alison Riske             | 6-3, 6-4           | Tableau |
| 3  | 02/01/2017 | ASB Classic, Auckland                                       | Intern'l     | 226 750 $   | Dur (ext.)      | Lauren Davis             | Ana Konjuh               | 6-3, 6-1           | Tableau |
| 4  | 08/01/2017 | Apia International Sydney, Sydney                           | Premier      | 710 900 $   | Dur (ext.)      | Johanna Konta            | Agnieszka Radwańska      | 6-4, 6-2           | Tableau |
| 5  | 08/01/2017 | Hobart International, Hobart                                | Intern'l     | 226 750 $   | Dur (ext.)      | Elise Mertens            | Monica Niculescu         | 6-3, 6-1           | Tableau |
| 6  | 16/01/2017 | Australian Open, Melbourne                                  | G. Chelem    | AU$ $       | Dur (ext.)      | Serena Williams          | Venus Williams           | 6-4, 6-4           | Tableau |
| 7  | 30/01/2017 | St. Petersburg Ladies Trophy, Saint-Pétersbourg             | Premier      | 710 900 $   | Dur (int.)      | Kristina Mladenovic      | Yulia Putintseva         | 6-2, 63-7, 6-4     | Tableau |
| 8  | 30/01/2017 | Taiwan Open, Taipei                                         | Intern'l     | 226 750 $   | Dur (int.)      | Elina Svitolina          | Peng Shuai               | 6-3, 6-2           | Tableau |
| 9  | 13/02/2017 | Qatar Total Open, Doha                                      | Premier      | 710 900 $   | Dur (ext.)      | Karolína Plíšková        | Caroline Wozniacki       | 6-3, 6-4           | Tableau |
| 10 | 19/02/2017 | Dubaï Duty Free Tennis Championships, Dubaï                 | Premier 5    | 2 365 250 $ | Dur (ext.)      | Elina Svitolina          | Caroline Wozniacki       | 6-4, 6-2           | Tableau |
| 11 | 20/02/2017 | Hungarian Ladies Open, Budapest                             | Intern'l     | 226 750 $   | Dur (int.)      | Tímea Babos              | Lucie Šafářová           | 64-7, 6-4, 6-3     | Tableau |
| 12 | 27/02/2017 | Abierto Mexicano TELCEL, Acapulco                           | Intern'l     | 226 750 $   | Dur (ext.)      | Lesia Tsurenko           | Kristina Mladenovic      | 6-1, 7-5           | Tableau |
| 13 | 27/02/2017 | Alya Malaysian Open, Kuala Lumpur                           | Intern'l     | 226 750 $   | Dur (ext.)      | Ashleigh Barty           | Nao Hibino               | 6-3, 6-2           | Tableau |
| 14 | 08/03/2017 | BNP Paribas Open, Indian Wells                              | PREMIER*     | 6 993 450 $ | Dur (ext.)      | Elena Vesnina            | Svetlana Kuznetsova      | 6-7, 7-5, 6-4      | Tableau |
| 15 | 21/03/2017 | Miami Open presented by Itaú, Miami                         | PREMIER*     | 6 993 450 $ | Dur (ext.)      | Johanna Konta            | Caroline Wozniacki       | 6-4, 6-3           | Tableau |
| 16 | 03/04/2017 | Volvo Car Open, Charleston                                  | Premier      | 710 900 $   | Terre (ext.)    | Daria Kasatkina          | Jeļena Ostapenko         | 6-3, 6-1           | Tableau |
| 17 | 03/04/2017 | Abierto GNP Seguros, Monterrey                              | Intern'l     | 226 750 $   | Dur (ext.)      | Anastasia Pavlyuchenkova | Angelique Kerber         | 6-4, 2-6, 6-1      | Tableau |
| 18 | 10/04/2017 | Ladies Open Biel Bienne, Bienne                             | Intern'l     | 226 750 $   | Dur (int.)      | Markéta Vondroušová      | Anett Kontaveit          | 6-4, 7-66          | Tableau |
| 19 | 10/04/2017 | Claro Open Colsanitas, Bogota                               | Intern'l     | 226 750 $   | Terre (ext.)    | Francesca Schiavone      | Lara Arruabarrena        | 6-4, 7-5           | Tableau |
| 20 | 17/04/2017 | Biyuan Cup Zhengzhou Women's Tennis Open, Zhengzhou         | WTA 125      | 115 000 $   | Dur (ext.)      | Wang Qiang               | Peng Shuai               | 3-6, 7-63, 1-1 ab. | Tableau |
| 21 | 24/04/2017 | Porsche Tennis Grand Prix, Stuttgart                        | Premier      | 710 900 $   | Terre (int.)    | Laura Siegemund          | Kristina Mladenovic      | 6-1, 2-6, 7-65     | Tableau |
| 22 | 24/04/2017 | TEB BNP Paribas Istanbul Cup, Istanbul                      | Intern'l     | 226 750 $   | Terre (ext.)    | Elina Svitolina          | Elise Mertens            | 6-2, 6-4           | Tableau |
| 23 | 01/05/2017 | Grand Prix De SAR La Princesse Lalla Meryem, Rabat          | Intern'l     | 226 750 $   | Terre (ext.)    | Anastasia Pavlyuchenkova | Francesca Schiavone      | 7-5, 7-5           | Tableau |
| 24 | 01/05/2017 | J&T Banka Prague Open, Prague                               | Intern'l     | 226 750 $   | Terre (ext.)    | Mona Barthel             | Kristýna Plíšková        | 2-6, 7-5, 6-2      | Tableau |
| 25 | 06/05/2017 | Mutua Madrid Open, Madrid                                   | PREMIER*     | 5 439 350 $ | Terre (ext.)    | Simona Halep             | Kristina Mladenovic      | 7-5, 65-7, 6-2     | Tableau |
| 26 | 15/05/2017 | Internazionali BNL d'Italia, Rome                           | Premier 5    | 2 775 745 $ | Terre (ext.)    | Elina Svitolina          | Simona Halep             | 4-6, 7-5, 6-1      | Tableau |
| 27 | 21/05/2017 | Nürnberger Versicherungscup, Nuremberg                      | Intern'l     | 226 750 $   | Terre (ext.)    | Kiki Bertens             | Barbora Krejčíková       | 6-2, 6-1           | Tableau |
| 28 | 21/05/2017 | Internationaux de Strasbourg, Strasbourg                    | Intern'l     | 226 750 $   | Terre (ext.)    | Samantha Stosur          | Daria Gavrilova          | 5-7, 6-4, 6-3      | Tableau |
| 29 | 28/05/2017 | Roland-Garros, Paris                                        | G. Chelem    | € $         | Terre (ext.)    | Jeļena Ostapenko         | Simona Halep             | 4-6, 6-4, 6-3      | Tableau |
| 30 | 06/06/2017 | Bol Open, Bol                                               | WTA 125      | 115 000 $   | Terre (ext.)    | Aleksandra Krunić        | Alexandra Cadanțu        | 6-3, 3-0 ab.       | Tableau |
| 31 | 12/06/2017 | Aegon Open Nottingham, Nottingham                           | Intern'l     | 226 750 $   | Gazon (ext.)    | Donna Vekić              | Johanna Konta            | 2-6, 7-63, 7-5     | Tableau |
| 32 | 12/06/2017 | Ricoh Open, Bois-le-Duc                                     | Intern'l     | 226 750 $   | Gazon (ext.)    | Anett Kontaveit          | Natalia Vikhlyantseva    | 6-2, 6-3           | Tableau |
| 33 | 19/06/2017 | Aegon Classic Birmingham, Birmingham                        | Premier      | 819 940 $   | Gazon (ext.)    | Petra Kvitová            | Ashleigh Barty           | 4-6, 6-3, 6-2      | Tableau |
| 34 | 19/06/2017 | Mallorca Open, Calvià                                       | Intern'l     | 226 750 $   | Gazon (ext.)    | Anastasija Sevastova     | Julia Görges             | 6-4, 3-6, 6-3      | Tableau |
| 35 | 25/06/2017 | Aegon International, Eastbourne                             | Premier      | 753 900 $   | Gazon (ext.)    | Karolína Plíšková        | Caroline Wozniacki       | 6-4, 6-4           | Tableau |
| 36 | 03/07/2017 | The Championships, Wimbledon                                | G. Chelem    | £ $         | Gazon (ext.)    | Garbiñe Muguruza         | Venus Williams           | 7-5, 6-0           | Tableau |
| 37 | 17/07/2017 | BRD Bucharest Open, Bucarest                                | Intern'l     | 226 750 $   | Terre (ext.)    | Irina-Camelia Begu       | Julia Görges             | 6-3, 7-5           | Tableau |
| 38 | 17/07/2017 | Ladies Championship Gstaad by iXion Services, Gstaad        | Intern'l     | 226 750 $   | Terre (ext.)    | Kiki Bertens             | Anett Kontaveit          | 6-4, 3-6, 6-1      | Tableau |
| 39 | 24/07/2017 | Ericsson Open, Båstad                                       | Intern'l     | 226 750 $   | Terre (ext.)    | Kateřina Siniaková       | Caroline Wozniacki       | 6-3, 6-4           | Tableau |
| 40 | 24/07/2017 | Jiangxi Open, Nanchang                                      | Intern'l     | 226 750 $   | Dur (ext.)      | Peng Shuai               | Nao Hibino               | 6-3, 6-2           | Tableau |
| 41 | 31/07/2017 | Bank of the West Classic, Stanford                          | Premier      | 710 900 $   | Dur (ext.)      | Madison Keys             | Coco Vandeweghe          | 7-64, 6-4          | Tableau |
| 42 | 31/07/2017 | Citi Open, Washington D.C.                                  | Intern'l     | 226 750 $   | Dur (ext.)      | Ekaterina Makarova       | Julia Görges             | 3-6, 7-62, 6-0     | Tableau |
| 43 | 07/08/2017 | Rogers Cup presented by National Bank, Toronto              | Premier 5    | 2 434 389 $ | Dur (ext.)      | Elina Svitolina          | Caroline Wozniacki       | 6-4, 6-0           | Tableau |
| 44 | 14/08/2017 | Western & Southern Open, Cincinnati                         | Premier 5    | 2 536 154 $ | Dur (ext.)      | Garbiñe Muguruza         | Simona Halep             | 6-1, 6-0           | Tableau |
| 45 | 20/08/2017 | Connecticut Open by United Technologies, New Haven          | Premier      | 710 900 $   | Dur (ext.)      | Daria Gavrilova          | Dominika Cibulková       | 4-6, 6-3, 6-4      | Tableau |
| 46 | 28/08/2017 | US Open, Flushing Meadows                                   | G. Chelem    | $           | Dur (ext.)      | Sloane Stephens          | Madison Keys             | 6-3, 6-0           | Tableau |
| 47 | 05/09/2017 | Dalian Women's Tennis Open, Dalian                          | WTA 125      | 115 000 $   | Dur (ext.)      | Kateryna Kozlova         | Vera Zvonareva           | 6-4, 6-2           | Tableau |
| 48 | 11/09/2017 | Coupe Banque Nationale présentée par IGA, Québec            | Intern'l     | 226 750 $   | Moquette (int.) | Alison Van Uytvanck      | Tímea Babos              | 5-7, 6-4, 6-1      | Tableau |
| 49 | 11/09/2017 | Japan Women's Open Tennis, Tokyo                            | Intern'l     | 226 750 $   | Dur (ext.)      | Zarina Diyas             | Miyu Kato                | 6-2, 7-5           | Tableau |
| 50 | 18/09/2017 | Toray Pan Pacific Open, Tokyo                               | Premier      | 890 100 $   | Dur (ext.)      | Caroline Wozniacki       | Anastasia Pavlyuchenkova | 6-0, 7-5           | Tableau |
| 51 | 18/09/2017 | Korea Open, Séoul                                           | Intern'l     | 226 750 $   | Dur (ext.)      | Jeļena Ostapenko         | Beatriz Haddad Maia      | 65-7, 6-1, 6-4     | Tableau |
| 52 | 18/09/2017 | Guangzhou Open, Guangzhou                                   | Intern'l     | 226 750 $   | Dur (ext.)      | Zhang Shuai              | Aleksandra Krunić        | 6-2, 3-6, 6-2      | Tableau |
| 53 | 24/09/2017 | Dongfeng Motor Wuhan Open, Wuhan                            | Premier 5    | 2 365 250 $ | Dur (ext.)      | Caroline Garcia          | Ashleigh Barty           | 63-7, 7-64, 6-2    | Tableau |
| 54 | 25/09/2017 | Tashkent Open, Tachkent                                     | Intern'l     | 226 750 $   | Dur (ext.)      | Kateryna Bondarenko      | Tímea Babos              | 6-4, 6-4           | Tableau |
| 55 | 30/09/2017 | China Open, Pékin                                           | PREMIER*     | 6 381 679 $ | Dur (ext.)      | Caroline Garcia          | Simona Halep             | 6-4, 7-63          | Tableau |
| 56 | 09/10/2017 | Prudential Hong Kong Tennis Open, Hong Kong                 | Intern'l     | 226 750 $   | Dur (ext.)      | Anastasia Pavlyuchenkova | Daria Gavrilova          | 5-7, 6-3, 7-63     | Tableau |
| 57 | 09/10/2017 | Upper Austria Ladies Linz, Linz                             | Intern'l     | 226 750 $   | Dur (int.)      | Barbora Strýcová         | Magdaléna Rybáriková     | 6-4, 6-1           | Tableau |
| 58 | 09/10/2017 | Tianjin Open, Tianjin                                       | Intern'l     | 426 750 $   | Dur (ext.)      | Maria Sharapova          | Aryna Sabalenka          | 7-5, 7-68          | Tableau |
| 59 | 16/10/2017 | VTB Kremlin Cup, Moscou                                     | Premier      | 790 208 $   | Dur (int.)      | Julia Görges             | Daria Kasatkina          | 6-1, 6-2           | Tableau |
| 60 | 16/10/2017 | BGL BNP Paribas Luxembourg Open, Luxembourg                 | Intern'l     | 226 750 $   | Dur (int.)      | Carina Witthöft          | Mónica Puig              | 6-3, 7-5           | Tableau |
| 61 | 22/10/2017 | BNP Paribas WTA Finals presented by SC Global, Singapour    | Masters      | 7 000 000 $ | Dur (int.)      | Caroline Wozniacki       | Venus Williams           | 6-4, 6-4           | Tableau |
| 62 | 31/10/2017 | Hengqin Life WTA Elite Trophy, Zhuhai                       | Elite Trophy | 2 280 935 $ | Dur (int.)      | Julia Görges             | Coco Vandeweghe          | 7-5, 6-1           | Tableau |
| 63 | 06/11/2017 | E@ Hua Hin Championships, Hua Hin                           | WTA 125      | 115 000 $   | Dur (ext.)      | Belinda Bencic           | Hsieh Su-wei             | 6-3, 6-4           | Tableau |
| 64 | 06/11/2017 | Engie Open de Limoges, Limoges                              | WTA 125      | 115 000 $   | Dur (int.)      | Monica Niculescu         | Antonia Lottner          | 6-4, 6-2           | Tableau |
| 65 | 13/11/2017 | Taipei OEC Open, Taipei                                     | WTA 125      | 115 000 $   | Moquette (int.) | Belinda Bencic           | Arantxa Rus              | 7-63, 6-1          | Tableau |
| 66 | 20/11/2017 | Hawaii Open presented by Hawaii Tourism Authority, Honolulu | WTA 125      | 115 000 $   | Dur (ext.)      | Zhang Shuai              | Jang Su-jeong            | 0-6, 6-2, 6-3      | Tableau |
| 67 | 20/11/2017 | L&T Mumbai Open, Bombay                                     | WTA 125      | 115 000 $   | Dur (ext.)      | Aryna Sabalenka          | Dalila Jakupović         | 6-2, 6-3           | Tableau |

### Double
| No | Date       | Nom et lieu du tournoi                                     | Catégorie    | Dotation    | Surface         | Vainqueures                          | Finalistes                                | Score             | [ 6 ]    |
| -- | ---------- | ---------------------------------------------------------- | ------------ | ----------- | --------------- | ------------------------------------ | ----------------------------------------- | ----------------- | -------- |
| 1  | 01/01/2017 | Brisbane International presented by Suncorp Brisbane       | Premier      | 890 100 $   | Dur (ext.)      | Bethanie Mattek-Sands Sania Mirza    | Ekaterina Makarova Elena Vesnina          | 6-2, 6-3          | Tableau  |
| 2  | 01/01/2017 | Shenzhen Open Shenzhen                                     | Intern'l     | 626 750 $   | Dur (ext.)      | Andrea Hlaváčková Peng Shuai         | Raluca Olaru Olga Savchuk                 | 6-1, 7-5          | Tableau  |
| 3  | 02/01/2017 | ASB Classic Auckland                                       | Intern'l     | 226 750 $   | Dur (ext.)      | Kiki Bertens Johanna Larsson         | Demi Schuurs Renata Voráčová              | 6-2, 6-2          | Tableau  |
| 4  | 08/01/2017 | Apia International Sydney Sydney                           | Premier      | 710 900 $   | Dur (ext.)      | Tímea Babos Anastasia Pavlyuchenkova | Sania Mirza Barbora Strýcová              | 6-4, 6-4          | Tableau  |
| 5  | 08/01/2017 | Hobart International Hobart                                | Intern'l     | 226 750 $   | Dur (ext.)      | Raluca Olaru Olga Savchuk            | Gabriela Dabrowski Yang Zhaoxuan          | 0-6, 6-4, [10-5]  | Tableau  |
| 6  | 16/01/2017 | Australian Open Melbourne                                  | G. Chelem    | AU$ $       | Dur (ext.)      | Bethanie Mattek-Sands Lucie Šafářová | Andrea Hlaváčková Peng Shuai              | 64-7, 6-3, 6-3    | Tableau  |
| 7  | 30/01/2017 | St. Petersburg Ladies Trophy Saint-Pétersbourg             | Premier      | 710 900 $   | Dur (int.)      | Jeļena Ostapenko Alicja Rosolska     | Darija Jurak Xenia Knoll                  | 3-6, 6-2, [10-5]  | Tableau  |
| 8  | 30/01/2017 | Taiwan Open Taipei                                         | Intern'l     | 226 750 $   | Dur (int.)      | Chan Hao-ching Chan Yung-jan         | Lucie Hradecká Kateřina Siniaková         | 6-4, 6-2          | Tableau  |
| 9  | 13/02/2017 | Qatar Total Open Doha                                      | Premier      | 710 900 $   | Dur (ext.)      | Abigail Spears Katarina Srebotnik    | Olga Savchuk Yaroslava Shvedova           | 6-3, 7-67         | Tableau  |
| 10 | 19/02/2017 | Dubaï Duty Free Tennis Championships Dubaï                 | Premier 5    | 2 365 250 $ | Dur (ext.)      | Ekaterina Makarova Elena Vesnina     | Andrea Hlaváčková Peng Shuai              | 6-2, 4-6, [10-7]  | Tableau  |
| 11 | 20/02/2017 | Hungarian Ladies Open Budapest                             | Intern'l     | 226 750 $   | Dur (int.)      | Hsieh Su-wei Oksana Kalashnikova     | Arina Rodionova Galina Voskoboeva         | 6-3, 4-6, [10-4]  | Tableau  |
| 12 | 27/02/2017 | Abierto Mexicano TELCEL Acapulco                           | Intern'l     | 226 750 $   | Dur (ext.)      | Darija Jurak Anastasia Rodionova     | Verónica Cepede Royg Mariana Duque Mariño | 6-3, 6-2          | Tableau  |
| 13 | 27/02/2017 | Alya Malaysian Open Kuala Lumpur                           | Intern'l     | 226 750 $   | Dur (ext.)      | Ashleigh Barty Casey Dellacqua       | Nicole Melichar Makoto Ninomiya           | 7-65, 6-3         | Tableau  |
| 14 | 08/03/2017 | BNP Paribas Open Indian Wells                              | PREMIER*     | 6 993 450 $ | Dur (ext.)      | Chan Yung-jan Martina Hingis         | Lucie Hradecká Kateřina Siniaková         | 7-64, 6-2         | Tableau  |
| 15 | 21/03/2017 | Miami Open presented by Itaú Miami                         | PREMIER*     | 6 993 450 $ | Dur (ext.)      | Gabriela Dabrowski Xu Yifan          | Sania Mirza Barbora Strýcová              | 6-4, 6-3          | Tableau  |
| 16 | 03/04/2017 | Volvo Car Open Charleston                                  | Premier      | 710 900 $   | Terre (ext.)    | Bethanie Mattek-Sands Lucie Šafářová | Lucie Hradecká Kateřina Siniaková         | 6-1, 4-6, [10-7]  | Tableau  |
| 17 | 03/04/2017 | Abierto GNP Seguros Monterrey                              | Intern'l     | 226 750 $   | Dur (ext.)      | Nao Hibino Alicja Rosolska           | Dalila Jakupović Nadiia Kichenok          | 6-2, 7-64         | Tableau  |
| 18 | 10/04/2017 | Ladies Open Biel Bienne Bienne                             | Intern'l     | 226 750 $   | Dur (int.)      | Hsieh Su-wei Monica Niculescu        | Timea Bacsinszky Martina Hingis           | 5-7, 6-3, [10-7]  | Tableau  |
| 19 | 10/04/2017 | Claro Open Colsanitas Bogota                               | Intern'l     | 226 750 $   | Terre (ext.)    | Beatriz Haddad Maia Nadia Podoroska  | Verónica Cepede Royg Magda Linette        | 6-3, 7-64         | Tableau  |
| 20 | 17/04/2017 | Biyuan Cup Zhengzhou Women's Tennis Open Zhengzhou         | WTA 125      | 115 000 $   | Dur (ext.)      | Han Xinyun Zhu Lin                   | Jacqueline Cako Julia Glushko             | 7-5, 6-1          | Tableau  |
| 21 | 24/04/2017 | Porsche Tennis Grand Prix Stuttgart                        | Premier      | 710 900 $   | Terre (int.)    | Raquel Atawo Jeļena Ostapenko        | Abigail Spears Katarina Srebotnik         | 6-4, 6-4          | Tableau  |
| 22 | 24/04/2017 | TEB BNP Paribas Istanbul Cup Istanbul                      | Intern'l     | 226 750 $   | Terre (ext.)    | Dalila Jakupović Nadiia Kichenok     | Nicole Melichar Elise Mertens             | 7-66, 6-2         | Tableau  |
| 23 | 01/05/2017 | Grand Prix De SAR La Princesse Lalla Meryem Rabat          | Intern'l     | 226 750 $   | Terre (ext.)    | Tímea Babos Andrea Hlaváčková        | Nina Stojanović Maryna Zanevska           | 2-6, 6-3, [10-5]  | Tableau  |
| 24 | 01/05/2017 | J&T Banka Prague Open Prague                               | Intern'l     | 226 750 $   | Terre (ext.)    | Anna-Lena Grönefeld Květa Peschke    | Lucie Hradecká Kateřina Siniaková         | 6-4, 7-63         | Tableau  |
| 25 | 06/05/2017 | Mutua Madrid Open Madrid                                   | PREMIER*     | 5 439 350 $ | Terre (ext.)    | Chan Yung-jan Martina Hingis         | Tímea Babos Andrea Hlaváčková             | 6-4, 6-3          | Tableau  |
| 26 | 15/05/2017 | Internazionali BNL d'Italia Rome                           | Premier 5    | 2 775 745 $ | Terre (ext.)    | Chan Yung-jan Martina Hingis         | Ekaterina Makarova Elena Vesnina          | 7-5, 7-64         | Tableau  |
| 27 | 21/05/2017 | Nürnberger Versicherungscup Nuremberg                      | Intern'l     | 226 750 $   | Terre (ext.)    | Nicole Melichar Anna Smith           | Kirsten Flipkens Johanna Larsson          | 3-6, 6-3, [11-9]  | Tableau  |
| 28 | 21/05/2017 | Internationaux de Strasbourg Strasbourg                    | Intern'l     | 226 750 $   | Terre (ext.)    | Ashleigh Barty Casey Dellacqua       | Chan Hao-ching Chan Yung-jan              | 6-4, 6-2          | Tableau  |
| 29 | 28/05/2017 | Roland-Garros Paris                                        | G. Chelem    | € $         | Terre (ext.)    | Bethanie Mattek-Sands Lucie Šafářová | Ashleigh Barty Casey Dellacqua            | 6-2, 6-1          | Tableau  |
| 30 | 06/06/2017 | Bol Open Bol                                               | WTA 125      | 115 000 $   | Terre (ext.)    | Chuang Chia-jung Renata Voráčová     | Lina Gjorcheska Aleksandrina Naydenova    | 6-4, 6-2          | Tableau  |
| 31 | 12/06/2017 | Aegon Open Nottingham Nottingham                           | Intern'l     | 226 750 $   | Gazon (ext.)    | Monique Adamczak Storm Sanders       | Jocelyn Rae Laura Robson                  | 6-4, 4-6, [10-4]  | Tableau  |
| 32 | 12/06/2017 | Ricoh Open Bois-le-Duc                                     | Intern'l     | 226 750 $   | Gazon (ext.)    | Dominika Cibulková Kirsten Flipkens  | Kiki Bertens Demi Schuurs                 | 4-6, 6-4, [10-6]  | Tableau  |
| 33 | 19/06/2017 | Aegon Classic Birmingham Birmingham                        | Premier      | 819 940 $   | Gazon (ext.)    | Ashleigh Barty Casey Dellacqua       | Chan Hao-ching Zhang Shuai                | 6-1, 2-6, [10-8]  | Tableau  |
| 34 | 19/06/2017 | Mallorca Open Calvià                                       | Intern'l     | 226 750 $   | Gazon (ext.)    | Chan Yung-jan Martina Hingis         | Jelena Janković Anastasija Sevastova      | Forfait           | Tableau  |
| 35 | 25/06/2017 | Aegon International Eastbourne                             | Premier      | 753 900 $   | Gazon (ext.)    | Chan Yung-jan Martina Hingis         | Ashleigh Barty Casey Dellacqua            | 6-3, 7-5          | Tableau  |
| 36 | 03/07/2017 | The Championships Wimbledon                                | G. Chelem    | £ $         | Gazon (ext.)    | Ekaterina Makarova Elena Vesnina     | Chan Hao-ching Monica Niculescu           | 6-0, 6-0          | Tableau  |
| 37 | 17/07/2017 | BRD Bucharest Open Bucarest                                | Intern'l     | 226 750 $   | Terre (ext.)    | Irina-Camelia Begu Raluca Olaru      | Elise Mertens Demi Schuurs                | 6-3, 6-3          | Tableau  |
| 38 | 17/07/2017 | Ladies Championship Gstaad by iXion Services Gstaad        | Intern'l     | 226 750 $   | Terre (ext.)    | Kiki Bertens Johanna Larsson         | Viktorija Golubic Nina Stojanović         | 7-64, 4-6, [10-7] | Tableau  |
| 39 | 24/07/2017 | Ericsson Open Båstad                                       | Intern'l     | 226 750 $   | Terre (ext.)    | Quirine Lemoine Arantxa Rus          | María Irigoyen Barbora Krejčíková         | 3-6, 6-3, [10-8]  | Tableau  |
| 40 | 24/07/2017 | Jiangxi Open Nanchang                                      | Intern'l     | 226 750 $   | Dur (ext.)      | Jiang Xinyu Tang Qianhui             | Alla Kudryavtseva Arina Rodionova         | 6-3, 6-2          | Tableau  |
| 41 | 31/07/2017 | Bank of the West Classic Stanford                          | Premier      | 710 900 $   | Dur (ext.)      | Abigail Spears Coco Vandeweghe       | Alizé Cornet Alicja Rosolska              | 6-2, 6-3          | Tableau  |
| 42 | 31/07/2017 | Citi Open Washington D.C.                                  | Intern'l     | 226 750 $   | Dur (ext.)      | Shuko Aoyama Renata Voráčová         | Eugenie Bouchard Sloane Stephens          | 6-3, 6-2          | Tableau  |
| 43 | 07/08/2017 | Rogers Cup presented by National Bank Toronto              | Premier 5    | 2 434 389 $ | Dur (ext.)      | Ekaterina Makarova Elena Vesnina     | Anna-Lena Grönefeld Květa Peschke         | 6-0, 6-4          | Tableau  |
| 44 | 14/08/2017 | Western & Southern Open Cincinnati                         | Premier 5    | 2 536 154 $ | Dur (ext.)      | Chan Yung-jan Martina Hingis         | Hsieh Su-wei Monica Niculescu             | 4-6, 6-4, [10-7]  | Tableau  |
| 45 | 20/08/2017 | Connecticut Open by United Technologies New Haven          | Premier      | 710 900 $   | Dur (ext.)      | Gabriela Dabrowski Xu Yifan          | Ashleigh Barty Casey Dellacqua            | 3-6, 6-3, [10-8]  | Tableau  |
| 46 | 28/08/2017 | US Open Flushing Meadows                                   | G. Chelem    | $           | Dur (ext.)      | Chan Yung-jan Martina Hingis         | Lucie Hradecká Kateřina Siniaková         | 6-3, 6-2          | Tableau  |
| 47 | 05/09/2017 | Dalian Women's Tennis Open Dalian                          | WTA 125      | 115 000 $   | Dur (ext.)      | Lu Jing-Jing You Xiaodi              | Guo Hanyu Ye Qiuyu                        | 7-62, 4-6, [10-5] | Tableau  |
| 48 | 11/09/2017 | Coupe Banque Nationale présentée par IGA Québec            | Intern'l     | 226 750 $   | Moquette (int.) | Tímea Babos Andrea Hlaváčková        | Bianca Andreescu Carson Branstine         | 6-3, 6-1          | Tableau  |
| 49 | 11/09/2017 | Japan Women's Open Tennis Tokyo                            | Intern'l     | 226 750 $   | Dur (ext.)      | Shuko Aoyama Yang Zhaoxuan           | Monique Adamczak Storm Sanders            | 6-0, 2-6, [10-5]  | Tableau  |
| 50 | 18/09/2017 | Toray Pan Pacific Open Tokyo                               | Premier      | 890 100 $   | Dur (ext.)      | Andreja Klepač María José Martínez   | Daria Gavrilova Daria Kasatkina           | 6-3, 6-2          | Tableau  |
| 51 | 18/09/2017 | Korea Open Séoul                                           | Intern'l     | 226 750 $   | Dur (ext.)      | Kiki Bertens Johanna Larsson         | Luksika Kumkhum Peangtarn Plipuech        | 6-4, 6-1          | Tableau  |
| 52 | 18/09/2017 | Guangzhou Open Guangzhou                                   | Intern'l     | 226 750 $   | Dur (ext.)      | Elise Mertens Demi Schuurs           | Monique Adamczak Storm Sanders            | 6-2, 6-3          | Tableau  |
| 53 | 24/09/2017 | Dongfeng Motor Wuhan Open Wuhan                            | Premier 5    | 2 365 250 $ | Dur (ext.)      | Chan Yung-jan Martina Hingis         | Shuko Aoyama Yang Zhaoxuan                | 7-65, 3-6, [10-4] | Tableau  |
| 54 | 25/09/2017 | Tashkent Open Tachkent                                     | Intern'l     | 226 750 $   | Dur (ext.)      | Tímea Babos Andrea Hlaváčková        | Nao Hibino Oksana Kalashnikova            | 7-5, 6-4          | Tableau  |
| 55 | 30/09/2017 | China Open Pékin                                           | PREMIER*     | 6 381 679 $ | Dur (ext.)      | Chan Yung-jan Martina Hingis         | Tímea Babos Andrea Hlaváčková             | 6-1, 6-4          | Tableau  |
| 56 | 09/10/2017 | Prudential Hong Kong Tennis Open Hong Kong                 | Intern'l     | 226 750 $   | Dur (ext.)      | Chan Hao-ching Chan Yung-jan         | Lu Jiajing Wang Qiang                     | 6-1, 6-1          | Parcours |
| 57 | 09/10/2017 | Upper Austria Ladies Linz Linz                             | Intern'l     | 226 750 $   | Dur (int.)      | Kiki Bertens Johanna Larsson         | Natela Dzalamidze Xenia Knoll             | 3-6, 6-3, [10-4]  | Tableau  |
| 58 | 09/10/2017 | Tianjin Open Tianjin                                       | Intern'l     | 426 750 $   | Dur (ext.)      | Irina-Camelia Begu Sara Errani       | Dalila Jakupović Nina Stojanović          | 6-4, 6-3          | Tableau  |
| 59 | 16/10/2017 | VTB Kremlin Cup Moscou                                     | Premier      | 790 208 $   | Dur (int.)      | Tímea Babos Andrea Hlaváčková        | Nicole Melichar Anna Smith                | 6-2, 3-6, [10-3]  | Tableau  |
| 60 | 16/10/2017 | BGL BNP Paribas Luxembourg Open Luxembourg                 | Intern'l     | 226 750 $   | Dur (int.)      | Lesley Kerkhove Lidziya Marozava     | Eugenie Bouchard Kirsten Flipkens         | 64-7, 6-4, [10-6] | Tableau  |
| 61 | 23/10/2017 | BNP Paribas WTA Finals presented by SC Global Singapour    | Masters      | 7 000 000 $ | Dur (int.)      | Tímea Babos Andrea Hlaváčková        | Kiki Bertens Johanna Larsson              | 4-6, 6-4, [10-5]  | Tableau  |
| 62 | 30/10/2017 | Hengqin Life WTA Elite Trophy Zhuhai                       | Elite Trophy | 2 280 935 $ | Dur (int.)      | Duan Ying-Ying Han Xinyun            | Lu Jing-Jing Zhang Shuai                  | 6-2, 6-1          | Tableau  |
| 63 | 06/11/2017 | E@ Hua Hin Championships Hua Hin                           | WTA 125      | 115 000 $   | Dur (ext.)      | Duan Ying-Ying Wang Yafan            | Dalila Jakupović Irina Khromacheva        | 6-3, 6-3          | Tableau  |
| 64 | 06/11/2017 | Engie Open de Limoges Limoges                              | WTA 125      | 115 000 $   | Dur (int.)      | Valeria Savinykh Maryna Zanevska     | Chloé Paquet Pauline Parmentier           | 6-0, 6-2          | Tableau  |
| 65 | 13/11/2017 | Taipei OEC Open Taipei                                     | WTA 125      | 115 000 $   | Moquette (int.) | Veronika Kudermetova Aryna Sabalenka | Monique Adamczak Naomi Broady             | 2-6, 7-65, [10-6] | Tableau  |
| 66 | 20/11/2017 | Hawaii Open presented by Hawaii Tourism Authority Honolulu | WTA 125      | 115 000 $   | Dur (ext.)      | Hsieh Shu-ying Hsieh Su-wei          | Eri Hozumi Asia Muhammad                  | 6-1, 7-63         | Tableau  |
| 67 | 20/11/2017 | L&T Mumbai Open Bombay                                     | WTA 125      | 115 000 $   | Dur (ext.)      | Victoria Rodríguez Bibiane Schoofs   | Dalila Jakupović Irina Khromacheva        | 7-5, 3-6, [10-7]  | Tableau  |

### Double mixte
| No | Date       | Nom et lieu du tournoi           | Catégorie | Dotation        | Surface      | Vainqueures                         | Finalistes                       | Score             |         |
| -- | ---------- | -------------------------------- | --------- | --------------- | ------------ | ----------------------------------- | -------------------------------- | ----------------- | ------- |
| 1  | 01/01/2017 | Mastercard Hopman Cup XXIX Perth | ITF       | 1 000 000 AU$ $ | Dur (int.)   | Kristina Mladenovic Richard Gasquet | Coco Vandeweghe Jack Sock        | 2 matchs à 1      | Tableau |
| 2  | 16/01/2017 | Australian Open Melbourne        | G. Chelem | 520 000 AU$ $   | Dur (ext.)   | Abigail Spears Juan Sebastián Cabal | Sania Mirza Ivan Dodig           | 6-2, 6-4          | Tableau |
| 3  | 28/05/2017 | Roland-Garros Paris              | G. Chelem | 431 000 € $     | Terre (ext.) | Gabriela Dabrowski Rohan Bopanna    | Anna-Lena Grönefeld Robert Farah | 2-6, 6-2, [12-10] | Tableau |
| 4  | 03/07/2017 | The Championships Wimbledon      | G. Chelem | 368 000 £ $     | Gazon (ext.) | Martina Hingis Jamie Murray         | Heather Watson Henri Kontinen    | 6-4, 6-4          | Tableau |
| 5  | 28/08/2017 | US Open Flushing Meadows         | G. Chelem | 500 000 $ $     | Dur (ext.)   | Martina Hingis Jamie Murray         | Chan Hao-ching Michael Venus     | 6-1, 4-6, [10-8]  | Tableau |

## Fed Cup
| | Biélorussie | 2                              | -  | 3  | États-Unis |  |  |
| --- | ----------- | ------------------------------ | -- | -- | ---------- |  |  |
| Tchyjowka-Arena, Minsk, Biélorussie |             |                                |    |    |            |  |  |
| du 11 au 12 novembre 2017 sur dur (int.) |             |                                |    |    |            |  |  |
| \| 1 \| \| Aliaksandra Sasnovich \| 4 \| 4 \| \| \| \| \| 1 \| \| Coco Vandeweghe \| 6 \| 6 \| \| \| \| \| 2 \| \| Aryna Sabalenka \| 6 \| 3 \| 6 \| \| \| \| 2 \| \| Sloane Stephens \| 3 \| 6 \| 4 \| \| \| \| 3 \| \| Aryna Sabalenka \| 65 \| 1 \| \| \| \| \| 3 \| \| Coco Vandeweghe \| 7 \| 6 \| \| \| \| \| \| \| \| \| \| \| \| \| \| 4 \| \| Aliaksandra Sasnovich \| 4 \| 6 \| 8 \| \| \| \| 4 \| \| Sloane Stephens \| 6 \| 1 \| 6 \| \| \| \| \| \| \| \| \| \| \| \| \| 5 \| \| Aryna Sabalenka - A. Sasnovich \| 3 \| 63 \| \| \| \| \| 5 \| \| Shelby Rogers - C. Vandeweghe \| 6 \| 7 \| \| \| \| \| \| \| \| \| \| \| \| \| |             |                                |    |    |            |  |  |
| 1 |             | Aliaksandra Sasnovich          | 4  | 4  |            |  |  |
| 1 |             | Coco Vandeweghe                | 6  | 6  |            |  |  |
| 2 |             | Aryna Sabalenka                | 6  | 3  | 6          |  |  |
| 2 |             | Sloane Stephens                | 3  | 6  | 4          |  |  |
| 3 |             | Aryna Sabalenka                | 65 | 1  |            |  |  |
| 3 |             | Coco Vandeweghe                | 7  | 6  |            |  |  |
| |             |                                |    |    |            |  |  |
| 4 |             | Aliaksandra Sasnovich          | 4  | 6  | 8          |  |  |
| 4 |             | Sloane Stephens                | 6  | 1  | 6          |  |  |
| |             |                                |    |    |            |  |  |
| 5 |             | Aryna Sabalenka - A. Sasnovich | 3  | 63 |            |  |  |
| 5 |             | Shelby Rogers - C. Vandeweghe  | 6  | 7  |            |  |  |
| |             |                                |    |    |            |  |  |

| 1 |  | Aliaksandra Sasnovich          | 4  | 4  |   |  |  |
| 1 |  | Coco Vandeweghe                | 6  | 6  |   |  |  |
| 2 |  | Aryna Sabalenka                | 6  | 3  | 6 |  |  |
| 2 |  | Sloane Stephens                | 3  | 6  | 4 |  |  |
| 3 |  | Aryna Sabalenka                | 65 | 1  |   |  |  |
| 3 |  | Coco Vandeweghe                | 7  | 6  |   |  |  |
|   |  |                                |    |    |   |  |  |
| 4 |  | Aliaksandra Sasnovich          | 4  | 6  | 8 |  |  |
| 4 |  | Sloane Stephens                | 6  | 1  | 6 |  |  |
|   |  |                                |    |    |   |  |  |
| 5 |  | Aryna Sabalenka - A. Sasnovich | 3  | 63 |   |  |  |
| 5 |  | Shelby Rogers - C. Vandeweghe  | 6  | 7  |   |  |  |
|   |  |                                |    |    |   |  |  |

Source : Fiche détaillée de la rencontre sur le site de la Fed Cup.

## Informations statistiques

### En simple
| Joueuse                  | Nombre | Titre(s)                                 |
| ------------------------ | ------ | ---------------------------------------- |
| Elina Svitolina          | 5      | Taipei I, Dubaï, Istanbul, Rome, Toronto |
| Anastasia Pavlyuchenkova | 3      | Monterrey, Rabat, Hong Kong              |
| Karolína Plíšková        | 3      | Brisbane, Doha, Eastbourne               |
| Belinda Bencic           | 2      | Hua Hin, Taipei II                       |
| Kiki Bertens             | 2      | Nuremberg, Gstaad                        |
| Caroline Garcia          | 2      | Wuhan, Pékin                             |
| Julia Görges             | 2      | Moscou, Zhuhai                           |
| Johanna Konta            | 2      | Sydney, Miami                            |
| Garbiñe Muguruza         | 2      | Wimbledon, Cincinnati                    |
| Jeļena Ostapenko         | 2      | Roland-Garros, Séoul                     |
| Kateřina Siniaková       | 2      | Shenzhen, Båstad                         |
| Caroline Wozniacki       | 2      | Tokyo II, Masters                        |
| Zhang Shuai              | 2      | Guangzhou, Honolulu                      |
| Tímea Babos              | 1      | Budapest                                 |
| Mona Barthel             | 1      | Prague                                   |
| Ashleigh Barty           | 1      | Kuala Lumpur                             |
| Irina-Camelia Begu       | 1      | Bucarest                                 |
| Kateryna Bondarenko      | 1      | Tachkent                                 |
| Lauren Davis             | 1      | Auckland                                 |
| Zarina Diyas             | 1      | Tokyo I                                  |
| Daria Gavrilova          | 1      | New Haven                                |
| Simona Halep             | 1      | Madrid                                   |
| Daria Kasatkina          | 1      | Charleston                               |
| Madison Keys             | 1      | Stanford                                 |
| Anett Kontaveit          | 1      | Bois-le-Duc                              |
| Kateryna Kozlova         | 1      | Dalian                                   |
| Aleksandra Krunić        | 1      | Bol                                      |
| Petra Kvitová            | 1      | Birmingham                               |
| Ekaterina Makarova       | 1      | Washington                               |
| Elise Mertens            | 1      | Hobart                                   |
| Kristina Mladenovic      | 1      | Saint-Pétersbourg                        |
| Monica Niculescu         | 1      | Limoges                                  |
| Peng Shuai               | 1      | Nanchang                                 |
| Aryna Sabalenka          | 1      | Bombay                                   |
| Francesca Schiavone      | 1      | Bogota                                   |
| Anastasija Sevastova     | 1      | Calvià                                   |
| Maria Sharapova          | 1      | Tianjin                                  |
| Laura Siegemund          | 1      | Stuttgart                                |
| Sloane Stephens          | 1      | US Open                                  |
| Samantha Stosur          | 1      | Strasbourg                               |
| Barbora Strýcová         | 1      | Linz                                     |
| Lesia Tsurenko           | 1      | Acapulco                                 |
| Alison Van Uytvanck      | 1      | Québec                                   |
| Donna Vekić              | 1      | Nottingham                               |
| Elena Vesnina            | 1      | Indian Wells                             |
| Markéta Vondroušová      | 1      | Bienne                                   |
| Wang Qiang               | 1      | Zhengzhou                                |
| Serena Williams          | 1      | Australian Open                          |
| Carina Witthöft          | 1      | Luxembourg                               |

| Joueuse             | Début de carrière | Premier tournoi |
| ------------------- | ----------------- | --------------- |
| Ashleigh Barty      | 2011              | Kuala Lumpur    |
| Lauren Davis        | 2010              | Auckland        |
| Zarina Diyas        | 2009              | Tokyo I         |
| Daria Gavrilova     | 2010              | New Haven       |
| Daria Kasatkina     | 2014              | Charleston      |
| Anett Kontaveit     | 2011              | Bois-le-Duc     |
| Kateryna Kozlova    | 2009              | Dalian          |
| Aleksandra Krunić   | 2009              | Bol             |
| Elise Mertens       | 2013              | Hobart          |
| Jeļena Ostapenko    | 2012              | Roland-Garros   |
| Aryna Sabalenka     | 2015              | Bombay          |
| Kateřina Siniaková  | 2012              | Shenzhen        |
| Markéta Vondroušová | 2015              | Bienne          |
| Wang Qiang          | 2006              | Zhengzhou       |
| Carina Witthöft     | 2009              | Luxembourg      |

#### Titres par surface et par nation
| Pays               | Total | Nombre par surface | Nombre par surface | Nombre par surface | Titre(s)                                                                   |
| Pays               | Total | Dur                | Terre              | Gazon              | Titre(s)                                                                   |
| ------------------ | ----- | ------------------ | ------------------ | ------------------ | -------------------------------------------------------------------------- |
| République tchèque | 8     | 5                  | 1                  | 2                  | Brisbane, Shenzhen, Doha, Bienne, Birmingham, Eastbourne, Båstad, Linz     |
| Ukraine            | 8     | 6                  | 2                  | 0                  | Taipei I, Dubaï, Acapulco, Istanbul, Rome, Toronto, Dalian, Tachkent       |
| Russie             | 7     | 5                  | 2                  | 0                  | Indian Wells, Charleston, Monterrey, Rabat, Washington, Tianjin, Hong Kong |
| Allemagne          | 5     | 3                  | 2                  | 0                  | Stuttgart, Prague, Moscou, Luxembourg, Zhuhai                              |
| Chine              | 4     | 4                  | 0                  | 0                  | Zhengzhou, Nanchang, Guangzhou, Honolulu                                   |
| États-Unis         | 4     | 4                  | 0                  | 0                  | Auckland, Australian Open, Stanford, US Open                               |
| Australie          | 3     | 2                  | 1                  | 0                  | Kuala Lumpur, Strasbourg, New Haven                                        |
| France             | 3     | 3                  | 0                  | 0                  | Saint-Pétersbourg, Wuhan, Pékin                                            |
| Lettonie           | 3     | 1                  | 1                  | 1                  | Roland-Garros, Calvià, Séoul                                               |
| Roumanie           | 3     | 1                  | 2                  | 0                  | Madrid, Bucarest, Limoges                                                  |
| Belgique           | 2     | 2                  | 0                  | 0                  | Hobart, Québec                                                             |
| Danemark           | 2     | 2                  | 0                  | 0                  | Tokyo II, Masters                                                          |
| Espagne            | 2     | 1                  | 0                  | 1                  | Wimbledon, Cincinnati                                                      |
| Pays-Bas           | 2     | 0                  | 2                  | 0                  | Nuremberg, Gstaad                                                          |
| Royaume-Uni        | 2     | 2                  | 0                  | 0                  | Sydney, Miami                                                              |
| Suisse             | 2     | 2                  | 0                  | 0                  | Hua Hin, Taipei II                                                         |
| Biélorussie        | 1     | 1                  | 0                  | 0                  | Bombay                                                                     |
| Croatie            | 1     | 0                  | 0                  | 1                  | Nottingham                                                                 |
| Estonie            | 1     | 0                  | 0                  | 1                  | Bois-le-Duc                                                                |
| Hongrie            | 1     | 1                  | 0                  | 0                  | Budapest                                                                   |
| Italie             | 1     | 0                  | 1                  | 0                  | Bogota                                                                     |
| Kazakhstan         | 1     | 1                  | 0                  | 0                  | Tokyo I                                                                    |
| Serbie             | 1     | 0                  | 1                  | 0                  | Bol                                                                        |

### En double
| Joueuse               | Nombre | Titres                                                                                                 |
| --------------------- | ------ | --- |
| Chan Yung-jan         | 11     | Taipei I, Indian Wells, Madrid, Rome, Calvià, Eastbourne, Cincinnati, US Open, Wuhan, Pékin, Hong Kong |
| Martina Hingis        | 9      | Indian Wells, Madrid, Rome, Calvià, Eastbourne, Cincinnati, US Open, Wuhan, Pékin                      |
| Tímea Babos           | 6      | Sydney, Rabat, Québec, Tachkent, Moscou, Masters                                                       |
| Andrea Hlaváčková     | 6      | Shenzhen, Rabat, Québec, Tachkent, Moscou, Masters                                                     |
| Kiki Bertens          | 4      | Auckland, Gstaad, Séoul, Linz                                                                          |
| Johanna Larsson       | 4      | Auckland, Gstaad, Séoul, Linz                                                                          |
| Bethanie Mattek-Sands | 4      | Brisbane, Australian Open, Charleston, Roland-Garros                                                   |
| Ashleigh Barty        | 3      | Kuala Lumpur, Strasbourg, Birmingham                                                                   |
| Casey Dellacqua       | 3      | Kuala Lumpur, Strasbourg, Birmingham                                                                   |
| Hsieh Su-wei          | 3      | Budapest, Bienne, Honolulu                                                                             |
| Ekaterina Makarova    | 3      | Dubaï, Wimbledon, Toronto                                                                              |
| Lucie Šafářová        | 3      | Australian Open, Charleston, Roland-Garros                                                             |
| Elena Vesnina         | 3      | Dubaï, Wimbledon, Toronto                                                                              |
| Shuko Aoyama          | 2      | Washington, Tokyo I                                                                                    |
| Irina-Camelia Begu    | 2      | Bucarest, Tianjin                                                                                      |
| Chan Hao-ching        | 2      | Taipei I, Hong Kong                                                                                    |
| Gabriela Dabrowski    | 2      | Miami, New Haven                                                                                       |
| Duan Ying-Ying        | 2      | Zhuhai, Hua Hin                                                                                        |
| Han Xinyun            | 2      | Zhengzhou, Zhuhai                                                                                      |
| Raluca Olaru          | 2      | Hobart, Bucarest                                                                                       |
| Jeļena Ostapenko      | 2      | Saint-Pétersbourg, Stuttgart                                                                           |
| Alicja Rosolska       | 2      | Saint-Pétersbourg, Monterrey                                                                           |
| Abigail Spears        | 2      | Doha, Stanford                                                                                         |
| Renata Voráčová       | 2      | Bol, Washington                                                                                        |
| Xu Yifan              | 2      | Miami, New Haven                                                                                       |

| Joueuse            | Début de carrière | Premier tournoi   |
| ------------------ | ----------------- | ----------------- |
| Monique Adamczak   | 2000              | Nottingham        |
| Dominika Cibulková | 2005              | Bois-le-Duc       |
| Nao Hibino         | 2012              | Monterrey         |
| Hsieh Shu-ying     | 2008              | Honolulu          |
| Dalila Jakupović   | 2008              | Istanbul          |
| Jiang Xinyu        | 2015              | Nanchang          |
| Lesley Kerkhove    | 2008              | Luxembourg        |
| Quirine Lemoine    | 2009              | Båstad            |
| Lidziya Marozava   | 2010              | Luxembourg        |
| Jeļena Ostapenko   | 2012              | Saint-Pétersbourg |
| Nadia Podoroska    | 2012              | Bogota            |
| Victoria Rodríguez | 2012              | Bombay            |
| Arantxa Rus        | 2007              | Båstad            |
| Aryna Sabalenka    | 2015              | Taipei II         |
| Storm Sanders      | 2011              | Nottingham        |
| Valeria Savinykh   | 2007              | Limoges           |
| Bibiane Schoofs    | 2005              | Bombay            |
| Anna Smith         | 2005              | Nuremberg         |
| Tang Qianhui       | 2015              | Nanchang          |
| You Xiaodi         | 2014              | Dalian            |
| Maryna Zanevska    | 2009              | Limoges           |
| Zhu Lin            | 2010              | Zhengzhou         |

#### Titres par nation
| Pays               | Nombre | Titre(s) |
| ------------------ | ------ | --- |
| Taipei chinois     | 15     | Taipei I, Budapest, Indian Wells, Bienne, Madrid, Rome, Bol, Calvià, Eastbourne, Cincinnati, US Open, Wuhan, Pékin, Hong Kong, Honolulu |
| République tchèque | 12     | Shenzhen, Australian Open, Charleston, Prague, Rabat, Roland-Garros, Bol, Washington, Québec, Tachkent, Moscou, Masters                 |
| Chine              | 9      | Shenzhen, Miami, Zhengzhou, Nanchang, New Haven, Dalian, Tokyo I, Zhuhai, Hua Hin                                                       |
| Suisse             | 9      | Indian Wells, Madrid, Rome, Calvià, Eastbourne, Cincinnati, US Open, Wuhan, Pékin                                                       |
| États-Unis         | 8      | Brisbane, Australian Open, Doha, Charleston, Stuttgart, Nuremberg, Roland-Garros, Stanford                                              |
| Pays-Bas           | 8      | Auckland, Gstaad, Båstad, Guangzhou, Séoul, Linz, Luxembourg, Bombay                                                                    |
| Hongrie            | 6      | Sydney, Rabat, Québec, Tachkent, Moscou, Masters                                                                                        |
| Russie             | 6      | Sydney, Dubaï, Wimbledon, Toronto, Limoges, Taipei II                                                                                   |
| Australie          | 5      | Acapulco, Kuala Lumpur, Strasbourg, Nottingham, Birmingham                                                                              |
| Roumanie           | 4      | Hobart, Bienne, Bucarest, Tianjin |
| Suède              | 4      | Auckland, Gstaad, Séoul, Linz |
| Belgique           | 3      | Bois-le-Duc, Guangzhou, Limoges |
| Japon              | 3      | Monterrey, Washington, Tokyo I |
| Slovénie           | 3      | Doha, Istanbul, Tokyo II |
| Biélorussie        | 2      | Luxembourg, Taipei II |
| Canada             | 2      | Miami, New Haven |
| Lettonie           | 2      | Saint-Pétersbourg, Stuttgart |
| Pologne            | 2      | Saint-Pétersbourg, Monterrey |
| Ukraine            | 2      | Hobart, Istanbul |
| Allemagne          | 1      | Prague |
| Argentine          | 1      | Bogota |
| Brésil             | 1      | Bogota |
| Croatie            | 1      | Acapulco |
| Espagne            | 1      | Tokyo II |
| Géorgie            | 1      | Budapest |
| Inde               | 1      | Brisbane |
| Italie             | 1      | Tianjin |
| Mexique            | 1      | Bombay |
| Royaume-Uni        | 1      | Nuremberg |
| Slovaquie          | 1      | Bois-le-Duc |

Note : Un titre remporté par une paire du même pays ne compte que pour un titre.

### Retraits du circuit
- Jarmila Gajdošová
- Melanie Oudin[10]
- Nadia Petrova[11]
- Shahar Peer[12]
- Daniela Hantuchová[13]
- Kimiko Date[14]
- Martina Hingis[15]